# American Airlines
American Airlines, Inc. (conocida simplemente como American) es una aerolínea con sede en Fort Worth, Texas, Estados Unidos. Opera vuelos programados en una extensa red de rutas nacionales e internacionales en América del Norte, el Caribe, América Central, América del Sur, Europa, Asia y Oceanía. Su red de rutas gira en torno a sus nueve centros de operaciones en Dallas-Fort Worth, Nueva York, Charlotte, Los Ángeles, Filadelfia, Washington D. C., Phoenix, Miami y Chicago. Su base principal de mantenimiento se encuentra en Tulsa.
American Airlines fue fundadora de la alianza global Oneworld en 1999, y coordina tarifas, servicios y programación con British Airways, Finnair e Iberia en el mercado transatlántico y con Japan Airlines y Qantas en el mercado transpacífico. Envoy Air, SkyWest, Inc., SkyWest Airlines y ExpressJet Airlines operan los vuelos regionales para la aerolínea bajo la marca American Eagle.
La antigua compañía matriz de American Airlines, AMR Corporation, se acogió al capítulo 11 de la Ley de Quiebras en noviembre de 2011, y en febrero de 2013 anunció planes de fusión con US Airways Group, para crear la mayor aerolínea del mundo. AMR y US Airways Group completaron la fusión el 9 de diciembre de 2013, creando una nueva compañía, American Airlines Group, Inc., que cotizó en NASDAQ ese mismo día, aunque la integración efectiva de las aerolíneas bajo un único certificado de operador aéreo no se completo hasta una fecha posterior. La aerolínea combinada llevá el nombre y marca de American Airlines y mantuvo los hubs de US Airways en Charlotte, Filadelfia, Phoenix y Washington D. C. bajo los términos de un acuerdo con el Departamento de Justicia de Estados Unidos y varios fiscales generales estatales.

## Historia

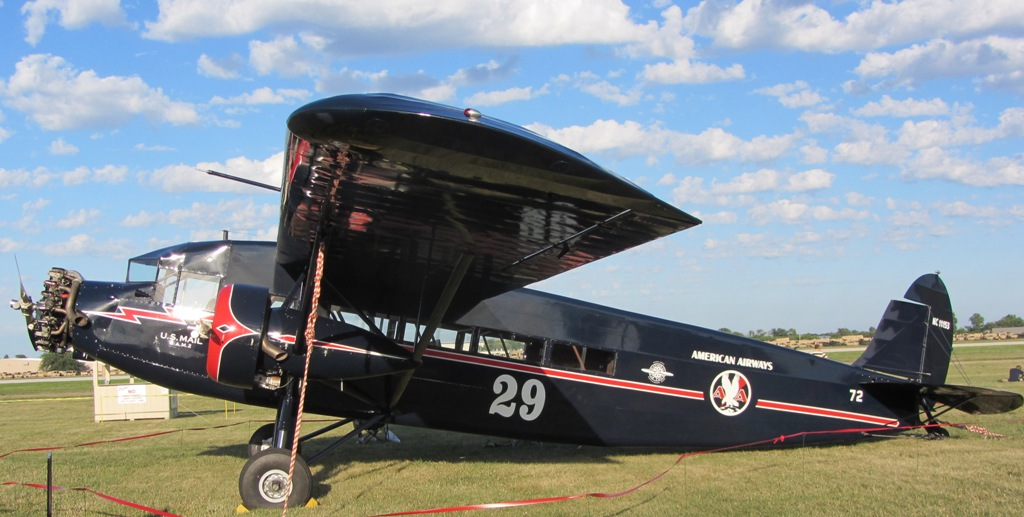
Un Stinson SM-6000 operado por American Airways.

American Airways fue formada como un conglomerado de 82 pequeñas líneas aéreas a través de reorganizaciones y adquisiciones. Inicialmente, American Airways era una marca común utilizada por una serie de líneas aéreas independientes. Estas incluían Southern Air Transport en Texas, Southern Air Fast Express (SAFE) en el Oeste de los Estados Unidos, Universal Aviation el medio oeste (que operaba una ruta transcontinental por aire y tren en 1929), Thompson Aeronautical Services (que operaba una ruta Detroit-Cleveland en 1929) y Colonial Air Transport en el Noreste.
Para 1933 American Airways operaba una red de rutas transcontinentales sirviendo 72 ciudades, principalmente en el noreste, medio oeste y el suroeste de Estados Unidos.
En 1934, la compañía fue comprada por Errett Lobban Cord, quien cambió su nombre por "American Air Lines" y contrató a Cyrus Rowlett (C.R.) Smith para administrarla, cargo que ocupó hasta 1968 y posteriormente en 1973 por unos pocos meses. Smith trabajó con la Douglas Aircraft Company para el desarrollo del Douglas DC-3, avión que American introdujo a su flota en 1936.
American Airlines cooperó estrechamente con el alcalde Fiorello LaGuardia para construir el primer aeropuerto en la ciudad de Nueva York, y como resultado de aquello fue la primera aerolínea en el mundo en ser dueña de un salón exclusivo para sus viajeros (Lounge, en inglés) en el aeropuerto LaGuardia de Nueva York. Este salón pasó a llamarse el Admirals Club (Club de Almirantes, en español). La membresía se obtenía por invitación solamente, hasta que un juicio por discriminación cambió las reglas a ingreso pagado, estableciendo el modelo para otros Lounges de aerolíneas alrededor del mundo.

### Posguerra

Douglas DC-3 "Flagship", principal tipo de aeronave de American durante el período de la Segunda Guerra Mundial.

Después de la Segunda Guerra Mundial, American Airlines adquirió American Export Airlines (AOA), cambiándole el nombre a American Overseas Airlines para sus servicios a Europa; AOA fue vendida a Pan Am en 1950. American Airlines creó otra filial, Líneas Aéreas Americanas de México S.A., para vuelos a México, construyendo una serie de aeropuertos en ese país hasta 1961, cuando Capital se fusionó con United, American Airlines era la línea aérea más grande de los Estados Unidos y la segunda a nivel mundial, después de Aeroflot.
El 25 de enero de 1959, American Airlines introdujo su primer servicio transcontinental sin escalas desde la costa oeste a la costa Atlántica operando Boeings 707. American Airlines invirtió US$440 millones en su flota hasta 1962, lanzando el primer sistema electrónico de emisión de tickets (Sabre) desarrollado en conjunto con IBM, y construyó un nuevo terminal en Idlewild (posteriormente llamado Aeropuerto J.F.Kennedy de Nueva York), transformándose este en la mayor base de operaciones de la aerolínea. Vignelli Associates diseñó el logotipo del águila AA en 1967. El logo estuvo en uso hasta el 17 de enero de 2013.

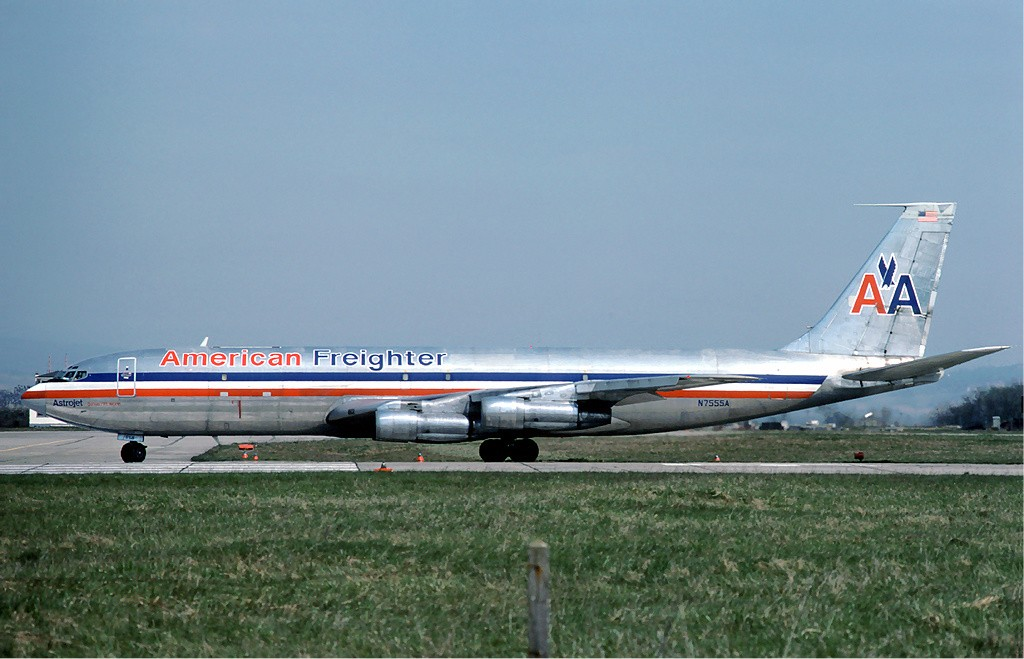
Boeing 707 de American Freighter en aeropuerto de Basilea-Mulhouse-Friburgo en Francia (cerca de Basilea) en 1976.

En septiembre de 1970, American inicia sus primeros vuelos intercontinentales desde St. Louis, Chicago y Nueva York a Honolulu y, a Sídney y Auckland, vía Pago Pago, Samoa Americana; y Nadi, Fiyi. En mayo de 1971, American Airlines adquiere a la aerolínea Trans Caribbean y toma los vuelos de esta a Aruba, Curacao, Puerto Príncipe, San Juan, P. R., Saint Thomas y Saintt Croix.
American operó operaciones de carga denominadas American Freighter hasta 1984, utilizando solo aeronaves Boeing 707 y Boeing 747 que anteriormente se habían utilizado en el servicio de pasajeros.
En 1979, American mueve su centro de operaciones desde Nueva York a Dallas-Fort Worth, estableciendo su hub principal en este aeropuerto y un segundo hub en Chicago-O'Hare para los vuelos transatlánticos.

### 1980-1990

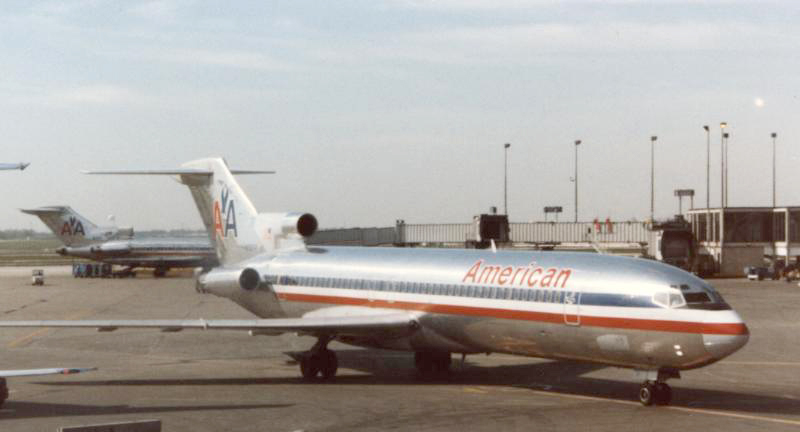
Boeing 727 en 1989.

En 1982, American inicia sus vuelos a Londres (LGW) desde Dallas/Fort Worth, para ello adquiere tres DC10-30 de Air New Zealand. Ese mismo año el 15 de diciembre, American Airlines sus vuelos a Río de Janeiro también desde DFW ruta que sería cancelada años después.
A finales de 1980, American Airlines abrió tres hubs para el tráfico norte-sur. El Aeropuerto Internacional de San José se añadió después de que Americana compró AirCal. American construyó una terminal y pista de aterrizaje en el Aeropuerto Internacional de Raleigh-Durham para el creciente Research Triangle Park cercano, y para competir con el centro de operaciones de USAir en Charlotte-Douglas. El Aeropuerto Internacional de Nashville también se añadió como un hub. American también planeado un centro de operaciones en Aeropuerto Internacional Stapleton en Denver a mediados de la década de 1980, pero aplazó los planes debido al desarrollo planificado del Aeropuerto Internacional de Denver.

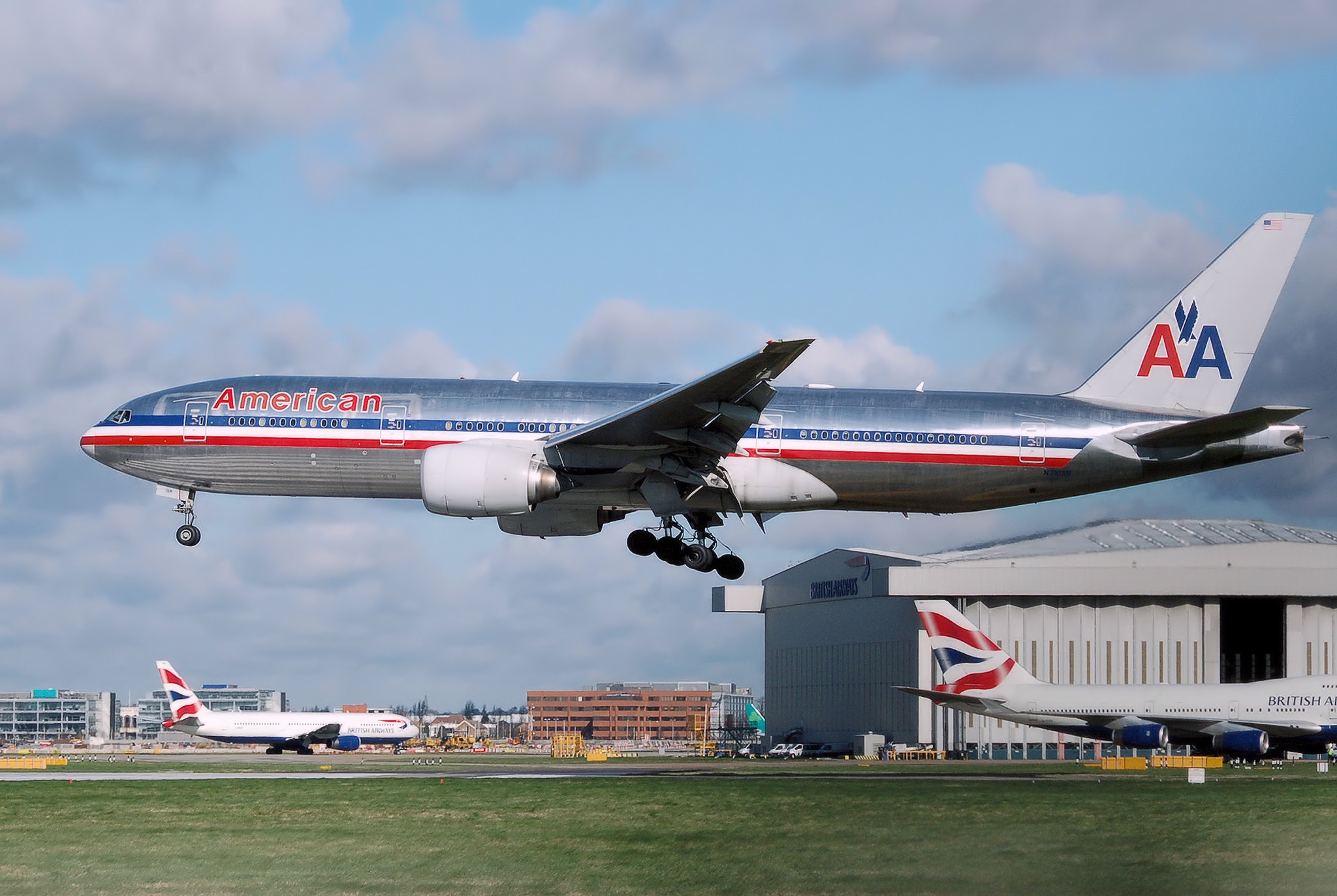
Boeing 777-200ER aterrizando en el aeropuerto de Londres-Heathrow.

En 1990, American inicia su gran expansión en Latinoamérica, volando a Asunción, Buenos Aires, Cali, Bogotá, Guayaquil, La Paz, Lima, Quito, Río de Janeiro, São Paulo y Santiago de Chile. Además, ese mismo año, American compra los derechos de rutas desde Miami a Latinoamérica provenientes de la quebrada Eastern Airlines (heredados de Braniff International Airways pero originados por Pan American-Grace Airways que era conocida como Panagra). Miami se transforma en uno de los principales centros de operaciones de American Airlines, quien durante los años 1990's se consolida como el principal operador aéreo entre los Estados Unidos y la región. En 1999, American Airlines, junto con British Airways, Cathay Pacific, Canadian Airlines y Qantas forman la alianza global Oneworld.

### Década de 2000
En 1998 Robert Crandall fue reemplazado como presidente de la aerolínea por Donald J. Carty, que en abril de 2001 negoció la compra de la casi quebrada TWA por US$ 445 millones sus activos operativos en el aeropuerto de Londres-Heathrow, estableciendo su hub principal en Europa.
American Airlines comenzó a perder dinero en la crisis económica que siguió a los atentados del 11 de septiembre de 2001, en el que dos de sus aviones fueron destruidos. Carty negoció acuerdos salariales y de beneficios con los sindicatos, pero renunció después que los líderes sindicales descubrieran que tenía la intención de adjudicar paquetes de compensación ejecutiva. Esto socavó los intentos de AA en aumentar la confianza con su fuerza laboral e incrementar su productividad. Ese mismo año el hub de Saint Louis fue cerrado y American Airlines removió su programa "More Room Throughout Coach" (que eliminó varias filas de asientos en ciertas aeronaves), finalizado el servicio de tres clases en muchos vuelos internacionales y estandarizando su flota en cada centro de operaciones.

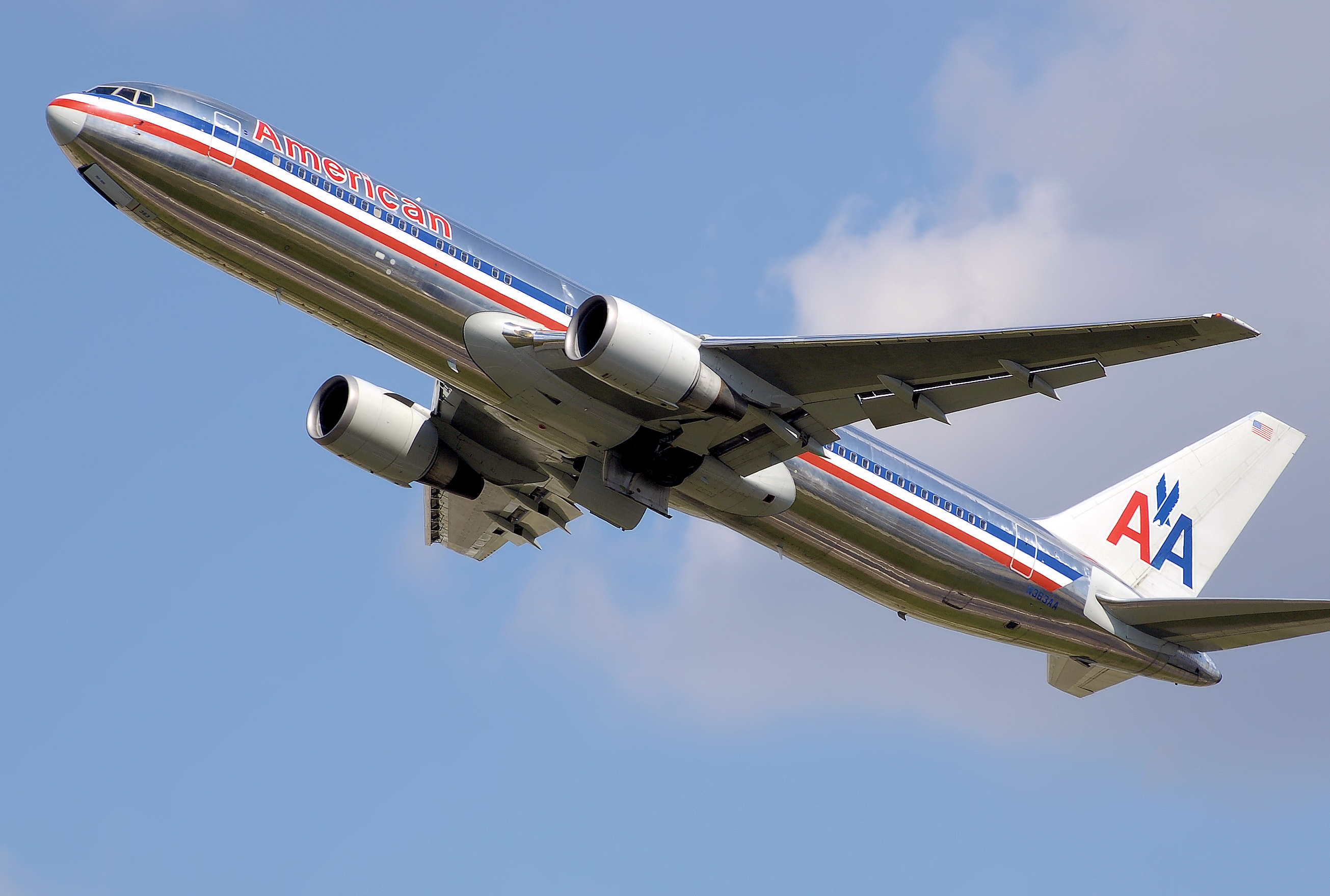
Boeing 767–300ER despegando.

Sin embargo, la aerolínea también se expandió a nuevos mercados, entre ellos Irlanda, India y China continental. El 20 de julio de 2005, American anunció una ganancia trimestral por primera vez en 17 trimestres; la aerolínea ganó $58 millones en el segundo trimestre de 2005. AA fue un fuerte partidario de la Enmienda Wright, que regulaba las operaciones de las aerolíneas comerciales desde Love Field en Dallas. El 15 de junio de 2006, American estuvo de acuerdo con Southwest Airlines y las ciudades de Dallas y Fort Worth en buscar la derogación de la Enmienda Wright con la condición de que Love Field siga siendo un aeropuerto doméstico y su capacidad de puertas sea limitada.
La crisis financiera de 2008 otra vez puso presión sobre la aerolínea. El 2 de julio de 2008, American Airlines anunció el despido temporal de hasta 950 asistentes de vuelo, a través de la Ley de Notificación de Ajustes y Reentrenamiento del Trabajador de Texas, además suspendió los vuelos de 20 de sus aviones MD-80. El centro de operaciones de American en el Aeropuerto Internacional Luis Muñoz Marín en San Juan, Puerto Rico fue reducido de 38 a 18 vuelos diarios. Todos los aviones Airbus A300 fueron retirados a finales de agosto de 2009 y almacenados en Roswell, Nuevo México.
American también cerró su base de mantenimiento en Kansas City, heredada de TWA. El 13 de agosto de 2008, The Kansas City Star informó que American Airlines mudaría algunos trabajos de revisión desde esa base, las reparaciones en los Boeing 757 se trasladaron a Tulsa, Oklahoma junto con uno o dos Boeing 767; el departamento de aviación de la ciudad ofreció mejorar las instalaciones de reparación con la condición que la aerolínea mantuviera al menos 700 puestos de trabajo. El 28 de octubre de 2009 American notificó a sus empleados que iba a cerrar su base de Kansas City en septiembre de 2010 y además se cerrarían o harían recortes en cinco estaciones de mantenimiento de menor tamaño, lo que resultaría en la pérdida de hasta 700 puestos de trabajo.
American cerró su base de mantenimiento en Kansas City (MCI) el 24 de septiembre de 2010.

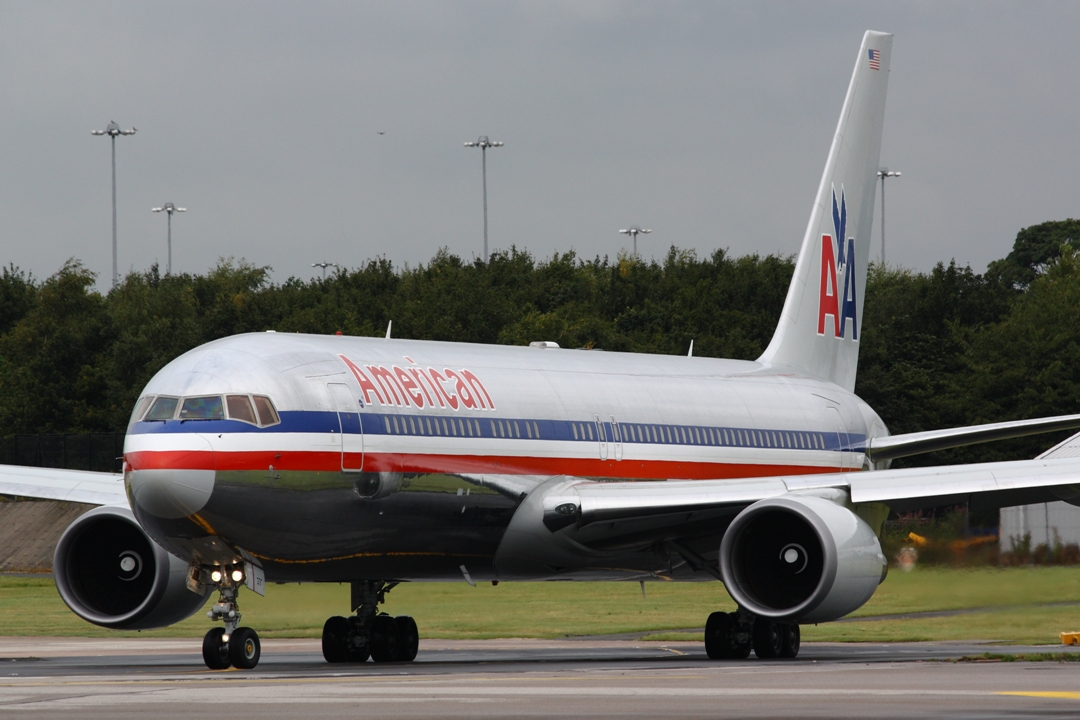
Boeing 767-323ER de American Airlines alineándose en la pista 23R de Mánchester.

American había tenido reiterados roces con la FAA en relación con el mantenimiento de los MD-80 de su flota, cancelando 1000 vuelos por inspecciones el cableado durante tres días en abril de 2008, para asegurarse que cumplían con las normas de seguridad del gobierno. En septiembre de 2009, Associated Press y The Wall Street Journal informaron que American fue acusada de ocultar repetidos lapsos de mantenimiento en al menos 16 MD-80s de la FAA. Las cuestiones de reparación incluyó elementos tales como toboganes de emergencia defectuosos, recubrimientos de motores inapropiados, agujeros taladrados de forma incorrecta y otros ejemplos de trabajo de mala calidad. El presunto lapso más grave fue la falta de reparación de grietas en los mamparos de presión; la ruptura de un mamparo podría conducir a la despresurización de la cabina. También se alegó que la aerolínea retiró un avión con el fin de ocultarlo de los inspectores de la FAA. American comenzó el proceso de sustitución de su aviones MD-80 más viejos con aviones Boeing 737 y Airbus A319 y A321.
American fue un jugador clave en la reestructuración de Japan Airlines en 2009-2011. En septiembre de 2009, AMR Corporation anunció que estaba buscando comprar parte de JAL, que atravesaba problemas financieros, mientras que su rival Delta Air Lines también estaba estudiando invertir en la aerolínea junto con su socio de SkyTeam, Air France-KLM. Japan Airlines canceló las negociaciones del posible acuerdo con todas las compañías aéreas el 5 de octubre de 2009. Delta, con la ayuda de TPG, en noviembre de 2009 hizo una oferta de UD$1000 millones a JAL para asociarse con ellos; dos días después, se informó que AA y TPG se habían unido y hecho una oferta en efectivo de UD$1500 millones a JAL. En febrero de 2010, JAL ha anunció oficialmente que fortalecería su relación con American Airlines y Oneworld.

### Década de 2010

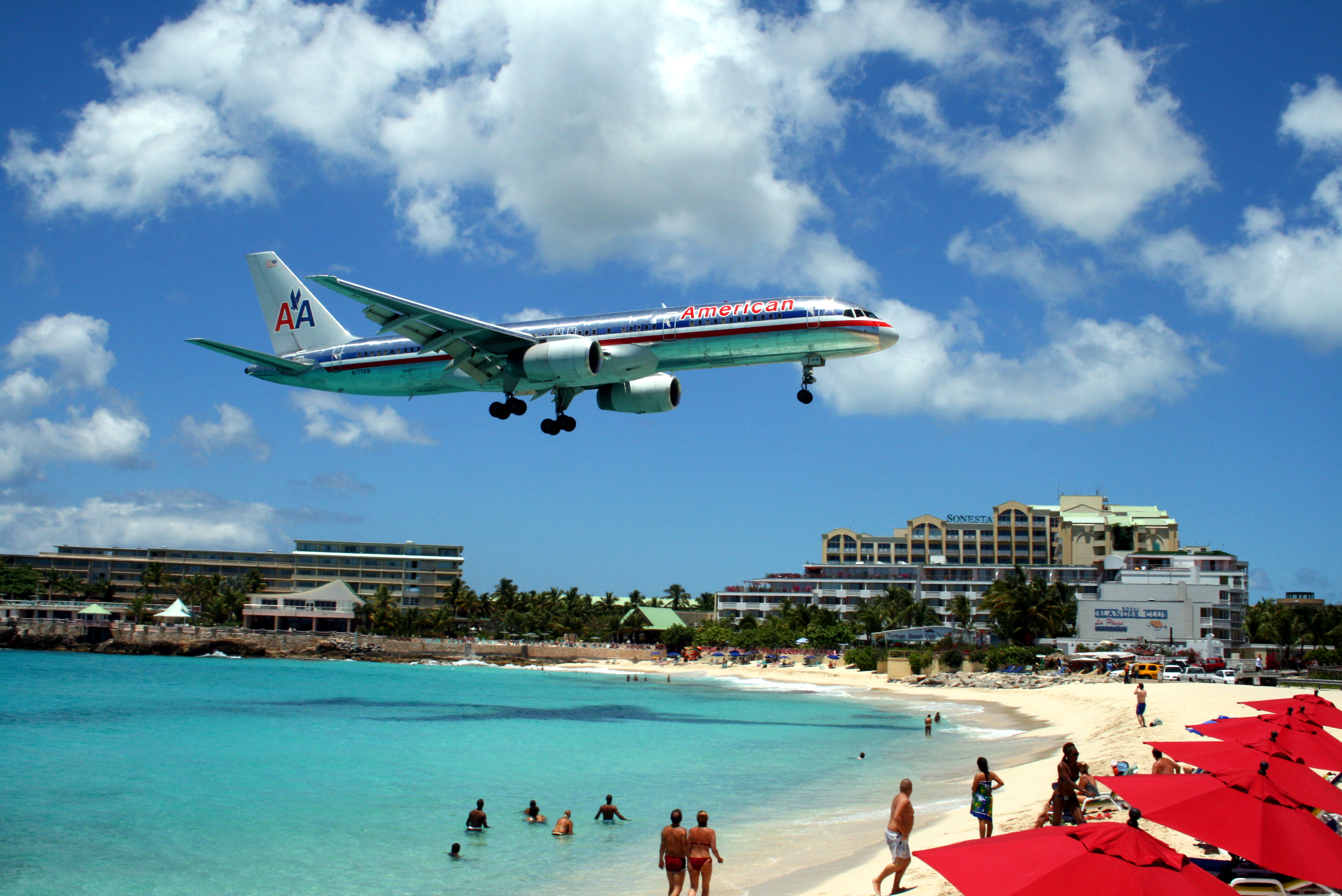
Boeing 757 de American Airlines en la aproximación final en el Aeropuerto Internacional Princesa Juliana en San Martín.

A principios de julio de 2010, se informó que American Airlines estaba tratando de encontrar compradores para su aerolínea regional American Eagle. La decisión siguió a la de Delta Air Lines, que se deshizo de sus aerolíneas regionales de propiedad total, Compass Airlines y Mesaba Airlines.
American comenzó una empresa conjunta con British Airways e Iberia Airlines en octubre de 2010, que incluía la reciprocidad del viajero frecuente. El USDOT otorgó inmunidad antimonopolio preliminar a AA para la asociación en febrero de 2010, y la alianza fue aprobada oficialmente por el USDOT el 20 de julio de 2010.
American Airlines también anunció una asociación con JetBlue Airways en marzo de 2010, que cubría 27 destinos de JetBlue no servidos por American Airlines y 13 destinos internacionales de American Airlines desde Nueva York y Boston. American dio a JetBlue ocho pares de slots (turnos de llegada y salida) en el Aeropuerto Nacional Ronald Reagan y un par en el aeropuerto del condado de Westchester, a cambio, JetBlue dio a American 12 pares de slots en el aeropuerto JFK. A partir del 18 de noviembre de 2010 las dos aerolíneas darían millas a sus pasajeros en el programa de viajero frecuente de ambas aerolíneas, sin importar si los recorridos incluían una conexión internacional.
American amplió su servicio a Asia. En febrero de 2010 fue una de las primeras aerolíneas estadounidenses en licitar para servir el aeropuerto de Haneda en Tokio y se le concedieron los derechos para servir al Haneda de Tokio, Japón, desde el Nueva York JFK. American Airlines planeó iniciar el servicio JFK-Haneda en enero de 2011, pero fue aplazado hasta febrero de 2011 citando la baja demanda de reserva, finalmente puso fin a su servicio de JFK-Narita a favor del servicio de JFK-Haneda en junio de 2012. American también comenzó servicio entre Los Ángeles y Shanghái en 2011 y entre Dallas/Fort Worth y Seúl en 2013, y anunció el lanzamiento del servicios del Aeropuerto Internacional de Dallas-Fort Worth tanto a Shanghái como a Hong Kong en el verano de 2014, proporcionando el primer servicio sin escalas entre Dallas/Fort Worth y China.
American hizo el "mayor pedido de aviones de la historia" en julio de 2011, comprando 460 aeronaves Boeing 737 "next generation" y Airbus A320 con entrega programada entre 2013 y 2022. Estos aviones fueron designados para reemplazar la flota de corto y medio recorrido de American, 757-200, 767-200 y MD-80, para consolidar la flota en torno a cuatro familias de aviones (Boeing 737, Airbus A320, Boeing 787 y Boeing 777).

#### Bancarrota

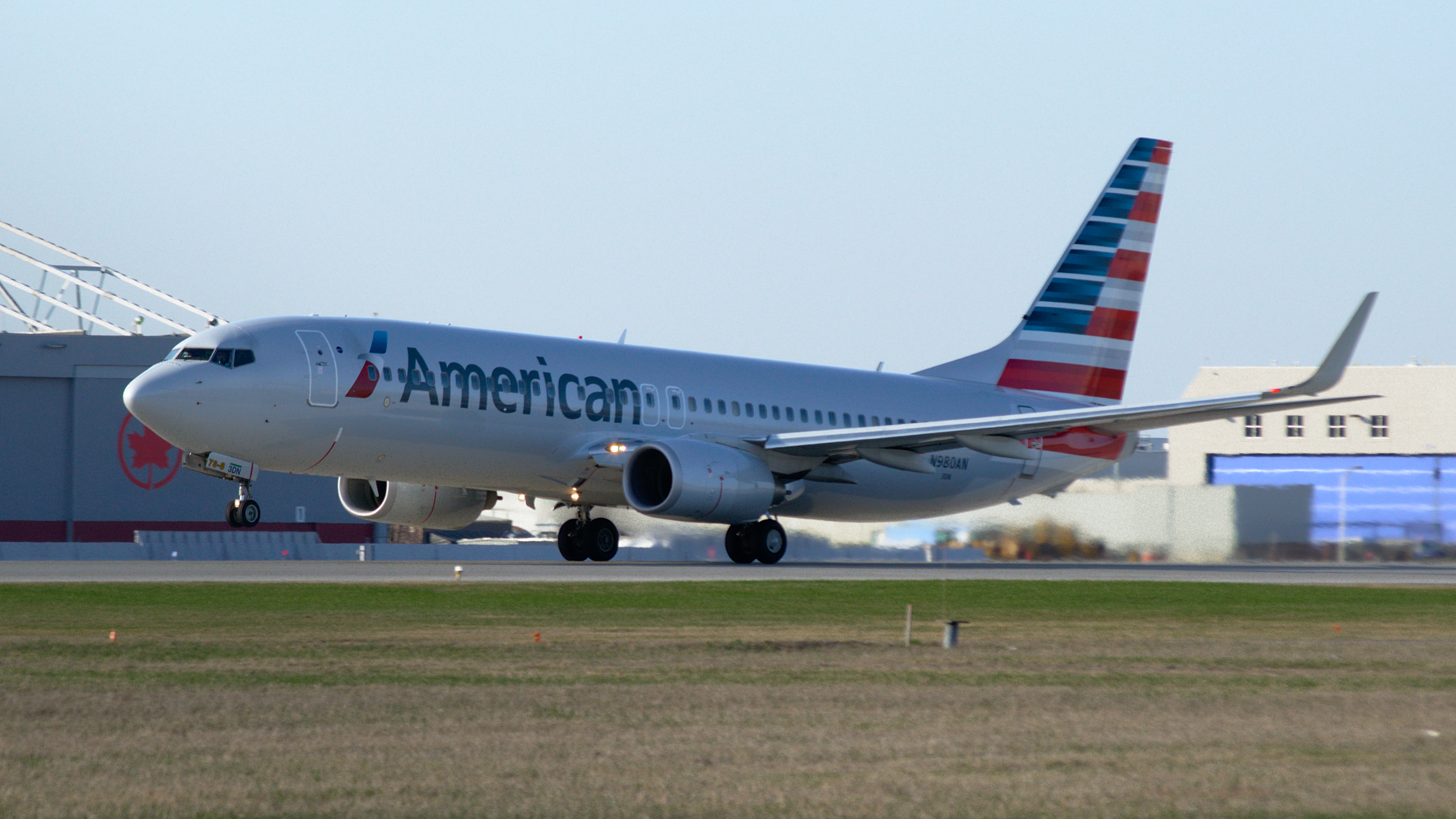
Un Boeing 737-800 de American Airlines con la nueva librea despegando del aeropuerto de Montreal en 2013.

AMR Corporation se acogió al Capítulo 11 de protección de bancarrota el 29 de noviembre de 2011. American Airlines anunció una reducción de capacidad en julio de 2012 debido a la inmovilización de varias aeronaves, asociado a su bancarrota y la falta de pilotos debido a las jubilaciones. La aerolínea regional de American Airlines, American Eagle, retiró de 35 a 40 jets regionales, así como su flota turbohélice Saab. American Airlines cesó su servicio a Delhi, India en marzo de 2012.
En el verano de 2012, American Airlines estaba considerando la fusión con otra compañía aérea como parte de su plan de reestructuración. American Airlines consideró propuestas de fusión que involucraban a US Airways, JetBlue, Alaska Airlines, Frontier Airlines y Virgin America. El 31 de agosto de 2012 el CEO de US Airways, Doug Parker, anunció que American Airlines y US Airways habían firmado un acuerdo de confidencialidad, en el que las compañías aéreas deberían discutir sus finanzas y una posible fusión.
American Airlines notificó a más de 11 000 trabajadores de la posible pérdida de empleo como parte de su reorganización por bancarrota y redujo sus vuelos de dos a uno por ciento en septiembre y octubre de 2012. En octubre, la aerolínea anunció planes para contratar a 2500 pilotos durante dos años para el personal de nuevas rutas internacionales y nacionales. La Asociación de Pilotos, que representa a los pilotos de American Airlines, votó en diciembre de 2012 para ratificar un acuerdo tentativo entre la empresa y el sindicato.
En enero de 2013, American presentó un nuevo logotipo y nueva imagen corporativa, desvelando el diseño de su primer Boeing 777-300ER que entró en servicio a finales de ese mes. En 2017, el grupo por los derechos civiles NAACP emitió una advertencia a los miembros de la comunidad afroameriana para que no viajen por American Airlines, citando múltiples casos de discriminación racial.

## Destinos y centros de conexión

### Centros de conexión

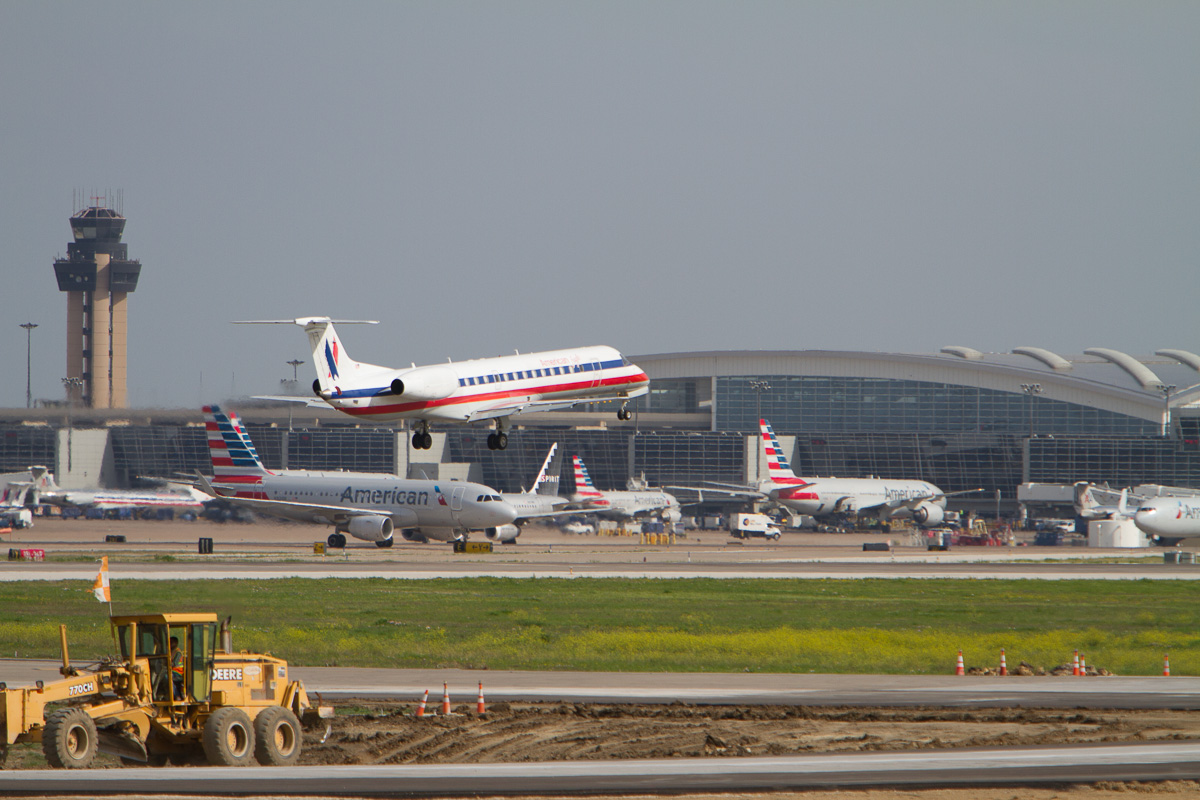
Un avión aterriza mientras otros aviones están estacionados en el fondo.

American opera actualmente diez centros de conexión.
- Charlotte (CLT): centro de conexión de American para el sureste de los Estados Unidos y puerta de entrada secundaria al Caribe.[72]
- Chicago-O'Hare (ORD): centro de conexión de American para el Medio Oeste.[73]
- Dallas/Fort Worth (DFW): centro de conexión de American para el sur de los Estados Unidos y el centro de conexión más grande en general.[74] La sede corporativa de American Airlines se encuentra en Fort Worth cerca del aeropuerto.[74]
- Filadelfia (PHL): principal centro de operaciones transatlántico de American Airlines.[75][76]
- Los Ángeles (LAX): centro de conexión de American para la Costa Oeste y puerta de entrada secundaria transpacífica.[77]
- Miami (MIA): principal centro de conexión de American para América Latina y el Caribe.[78]
- Nueva York-JFK (JFK): el centro transatlántico secundario de American atiende principalmente destinos con alta demanda del tráfico local de Nueva York.[79]
- Nueva York-LaGuardia (LGA): centro de operaciones de American Airlines en Nueva York para vuelos nacionales, con algunas excepciones.[80]
- Phoenix-Sky Harbor (PHX): centro de operaciones de American Airlines en las Montañas Rocosas.[81]
- Washington-National (DCA): centro de operaciones de American Airlines en la capital de Estados Unidos.[82]

### Acuerdos de alianza y de código compartido
American Airlines es miembro de la alianza Oneworld y tiene códigos compartidos con las siguientes aerolíneas:
- Aer Lingus
- Air Tahiti Nui
- Alaska Airlines
- British Airways
- Cape Air
- Cathay Pacific
- China Southern Airlines
- Etihad Airways
- Finnair
- Fiji Airways
- Gol Transportes Aéreos
- Hawaiian Airlines
- Iberia
- IndiGo Airlines
- Japan Airlines
- JetSMART
- LAM Aerolíneas de Mozambique
- Malaysia Airlines
- Philippine Airlines
- Qantas
- Qatar Airways
- Royal Air Maroc
- Royal Jordanian
- SriLankan Airlines

### Empresas conjuntas
Además de los códigos compartidos mencionados anteriormente, American Airlines ha creado tres empresas conjuntas.

#### Negocio conjunto en el Atlántico
American Airlines es un miembro vital de la empresa conjunta Oneworld Atlantic en vuelos a través del Atlántico Norte con las aerolíneas europeas British Airways, Finnair e Iberia. Aer Lingus, que comparte la propiedad con British Airways e Iberia, ha recibido la aprobación regulatoria para unirse a esta empresa conjunta. Los itinerarios que incluyen vuelos operados por el socio de Oneworld, Alaska Airlines, se venden como parte de los itinerarios en esta empresa conjunta, pero Alaska no es parte de la empresa conjunta.

#### Negocio conjunto en el Pacífico
American Airlines tiene una empresa conjunta con otro miembro de Oneworld, Japan Airlines, para vuelos a través del Pacífico. Combinadas, las aerolíneas ofrecen 16 vuelos diarios a 9 ciudades entre Japón y los Estados Unidos con conexiones posibles en Japan Airlines más allá de Japón, y en American Airlines en toda América del Norte, América Latina y el Caribe. American Airlines ha recibido la aprobación para añadir un servicio adicional entre el Nueva York-JFK y el Aeropuerto Internacional de Haneda en Tokio, lo que la convierte en la única aerolínea estadounidense que vuela entre la ciudad de Nueva York y Tokio y la empresa conjunta es líder en frecuencias ofrecidas entre la ciudad de Nueva York y el aeropuerto principal de Tokio.

#### Negocio conjunto entre Australia y Nueva Zelanda
En 2019, American Airlines recibió la aprobación regulatoria para entablar una relación comercial conjunta con Qantas que cubra vuelos entre Australia, Nueva Zelanda y los Estados Unidos.

## Flota

### Flota actual

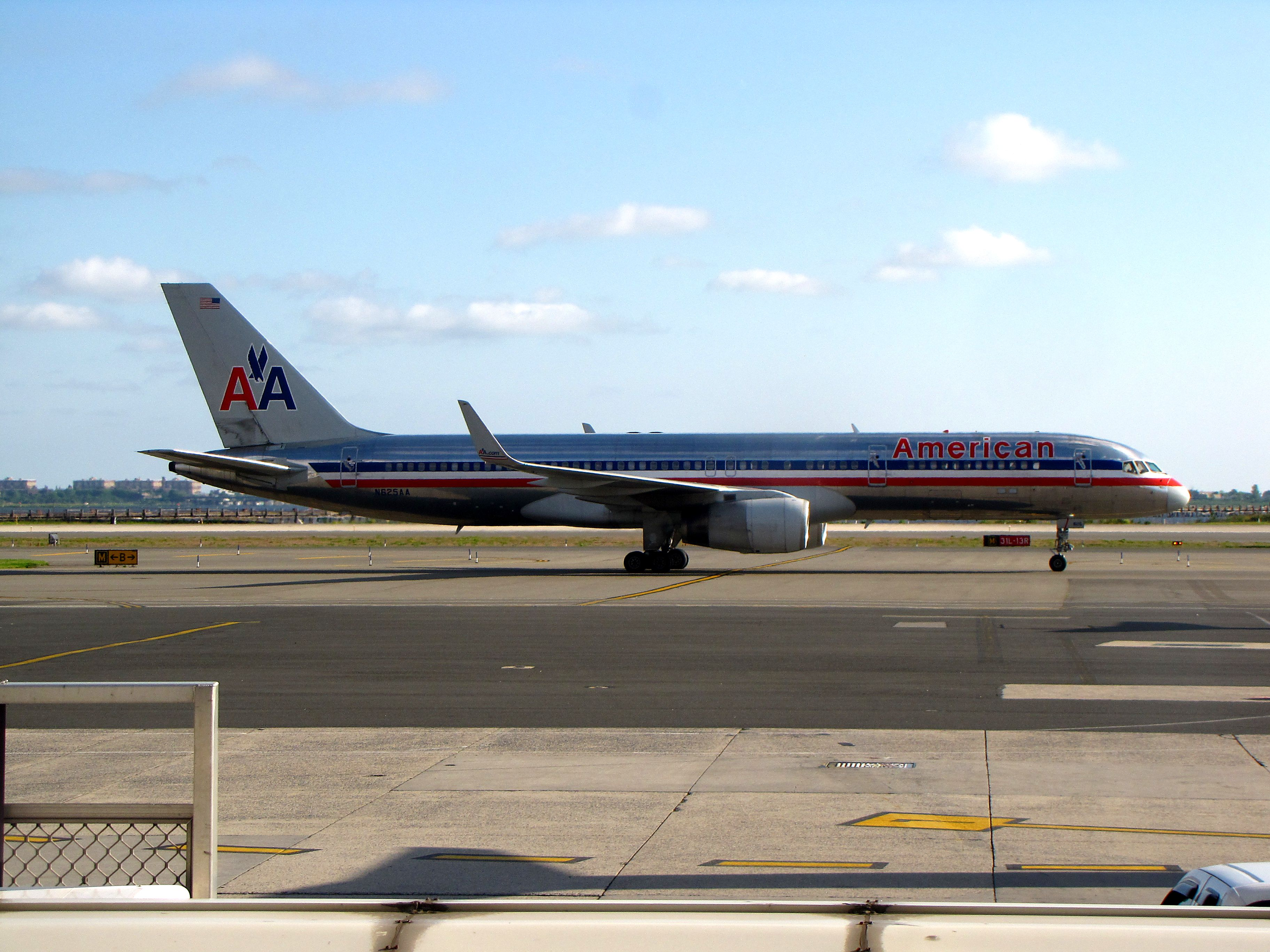
Boeing 757-200 en el aeropuerto Internacional John F. Kennedy en Nueva York.

American es el operador más grande de la familia Airbus A320 en el mundo. Opera la flota más grande de aviones A321 y A319.

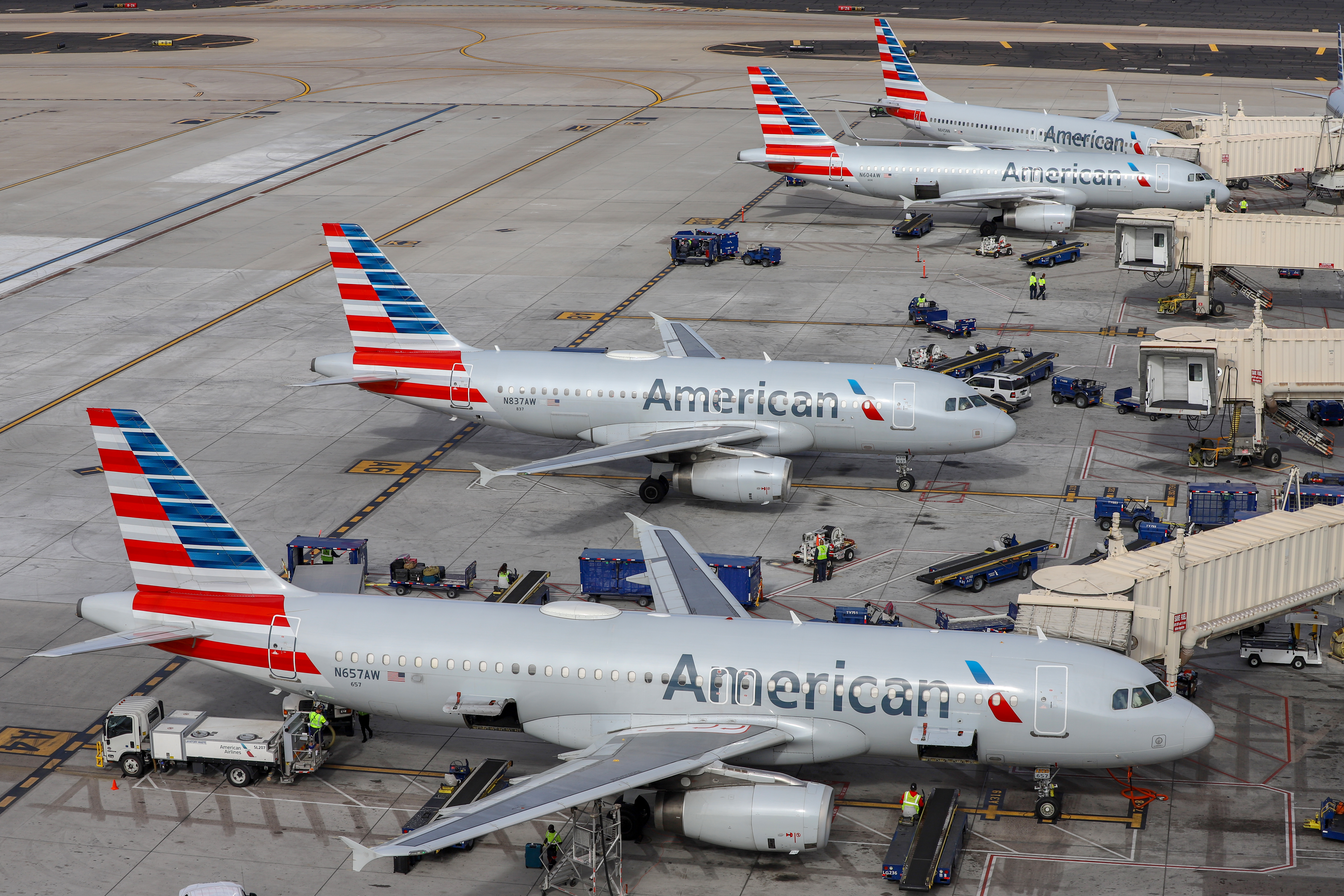
Aviones de American en el Aeropuerto de Phoenix-Sky Harbor.

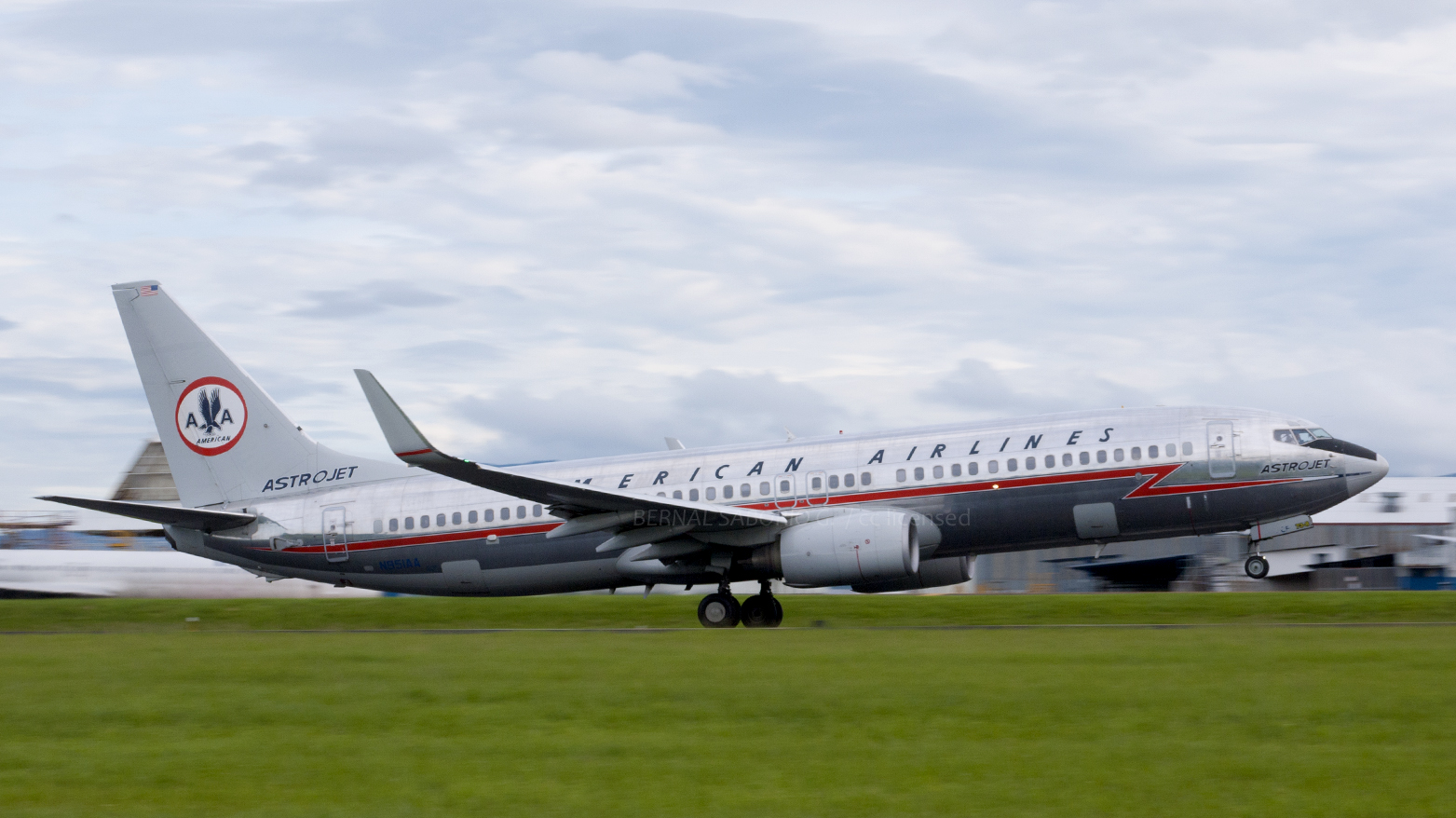
Boeing 737 con librea retro “Astrojet” en el Aeropuerto Internacional Juan Santamaría en San José.

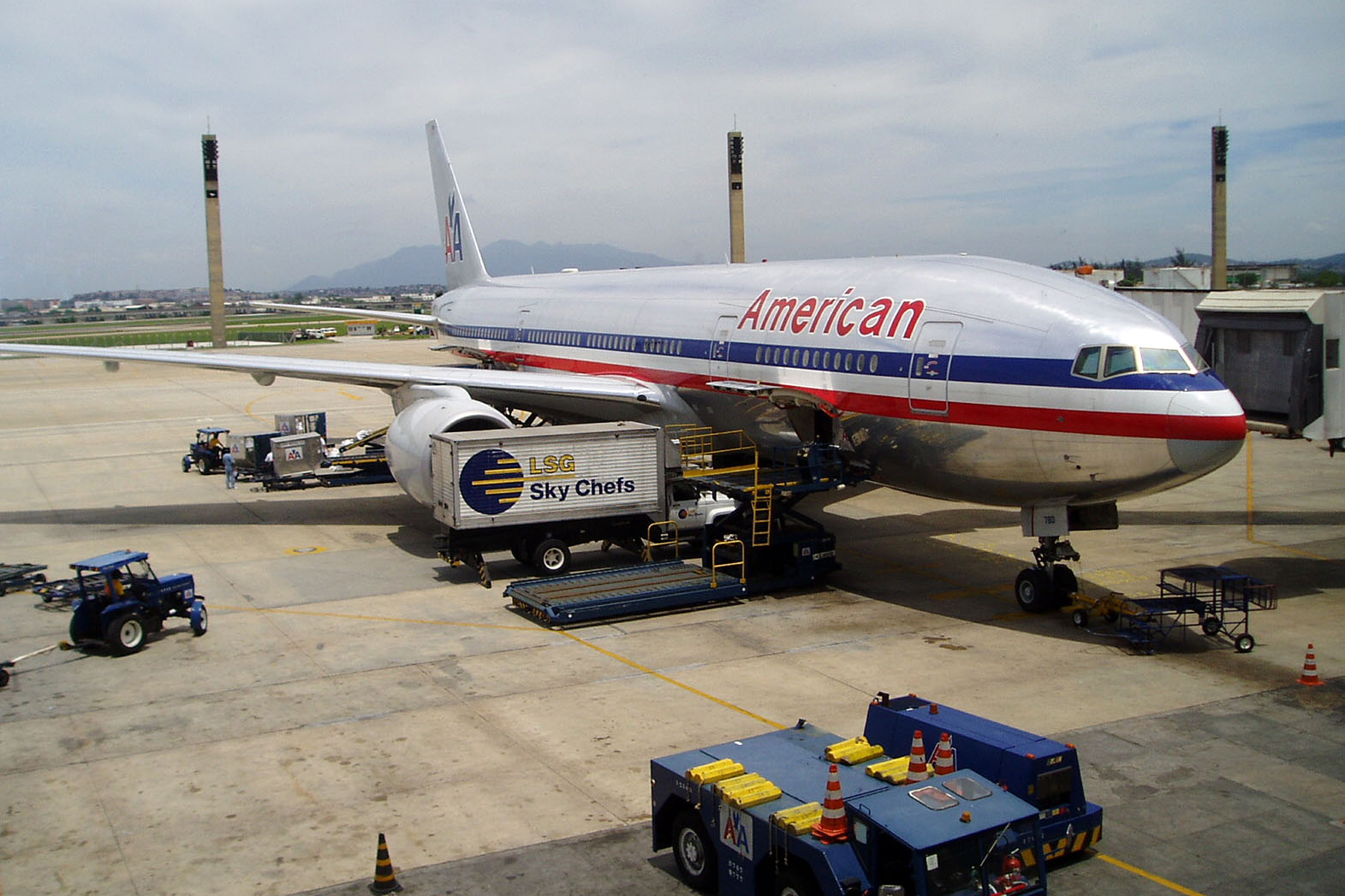
Boeing 777 de American Airlines en el Aeropuerto Internacional de Galeão, Río de Janeiro.

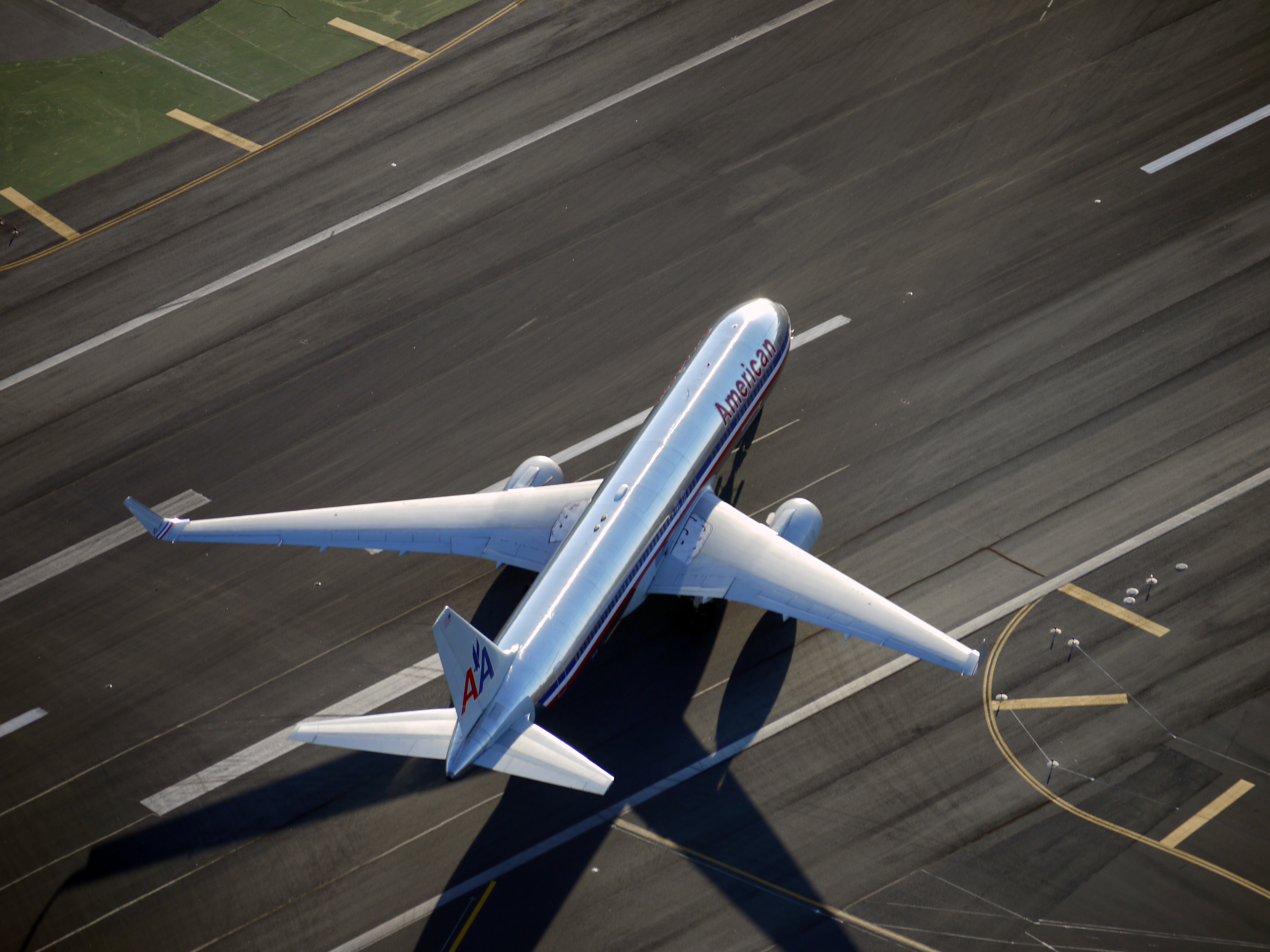
Vista aérea de un avión de American Airlines.

A julio de 2025, la flota de American Airlines consiste en los siguientes aviones, con una edad media de 14.1 años:
| Avión             | En servicio | Órdenes | Pasajeros | Pasajeros | Pasajeros | Pasajeros | Pasajeros | Pasajeros | Notas                                                                                  |
| Avión             | En servicio | Órdenes | F         | J         | W         | Y+        | Y         | Total     | Notas                                                                                  |
| ----------------- | ----------- | ------- | --------- | --------- | --------- | --------- | --------- | --------- | -------------------------------------------------------------------------------------- |
| Airbus A319-100   | 132         | —       | —         | 8         | —         | 24        | 96        | 128       | Operador más grande. Todos los aviones serán reacondicionados a partir de 2025.        |
| Airbus A319-100   | 132         | —       | —         | 12        | —         | 24        | 96        | 132       | Operador más grande. Todos los aviones serán reacondicionados a partir de 2025.        |
| Airbus A320-200   | 48          | —       | —         | 12        | —         | 18        | 120       | 150       |                                                                                        |
| Airbus A321-200   | 203         | —       | —         | 20        | —         | 35        | 135       | 190       | Operador más grande.                                                                   |
| Airbus A321-200   | 15          | —       | 10        | 20        | —         | 36        | 36        | 102       | Configuración transcontinental. A ser modernizados en configuración estándar.          |
| Airbus A321neo    | 74          | 96      | —         | 20        | —         | 35        | 141       | 196       | Pedido de 85 aviones realizado en marzo de 2024.                                       |
| Airbus A321neo    | 5           | —       | —         | 16        | —         | 39        | 135       | 190       | Antiguos aviones de Alaska Airlines.                                                   |
| Airbus A321neo    | 5           | —       | —         | 20        | —         | 35        | 135       | 190       | Antiguos aviones de Alaska Airlines reacondicionados con 20 asientos de primera clase. |
| Airbus A321XLR    | —           | 50      | —         | 20        | 12        | 123       | 123       | 155       | Las entregas inician en 2025.                                                          |
| Boeing 737-800    | 303         | —       | —         | 16        | —         | 24        | 132       | 172       |                                                                                        |
| Boeing 737 MAX 8  | 77          | 23      | —         | 16        | —         | 24        | 132       | 172       | 30 pedidos convertidos a Boeing 737 MAX 10.                                            |
| Boeing 737 MAX 10 | —           | 115     | ASA       | ASA       | ASA       | ASA       | ASA       | ASA       | Orden con 75 opciones.                                                                 |
| Boeing 777-200ER  | 47          | —       | —         | 37        | 24        | 66        | 146       | 273       |                                                                                        |
| Boeing 777-300ER  | 20          | —       | 8         | 52        | 28        | 28        | 188       | 304       |                                                                                        |
| Boeing 777-300ER  | 20          | —       | —         | 70        | 44        | 27        | 219       | 330       | La modernización comienza en 2025.                                                     |
| Boeing 787-8      | 37          | —       | —         | 20        | 28        | 48        | 138       | 234       | Más grande operador.                                                                   |
| Boeing 787-9      | 22          | —       | —         | 30        | 21        | 27        | 207       | 285       |                                                                                        |
| Boeing 787-9      | 4           | 26      | —         | 51        | 32        | 18        | 143       | 244       | Las entregas inician en 2025.                                                          |
| Total             | 992         | 310     |           |           |           |           |           |           |                                                                                        |

### Flota histórica
La aerolínea operó en su historia las siguientes aeronaves:
| Aeronaves                  | Total | Introducido | Retirado |
| -------------------------- | ----- | ----------- | -------- |
| Airbus A300                | 35    | 1988        | 2009     |
| Airbus A330                | 24    | 2015        | 2020     |
| BAC 1-11                   | 30    | 1965        | 1977     |
| British Aerospace 146      | 8     | 1987        | 1999     |
| Boeing 707                 | 103   | 1959        | 1986     |
| Boeing 717                 | 30    | 2001        | 2003     |
| Boeing 720                 | 25    | 1960        | 1977     |
| Boeing 727-200             | 184   | 1978        | 2001     |
| Boeing 737-100             | 2     | 1987        | 1990     |
| Boeing 737-200             | 20    | 1987        | 1992     |
| Boeing 737-300             | 8     | 1987        | 1992     |
| Boeing 747-100             | 16    | 1970        | 1985     |
| Boeing 747-200             | 1     | 1984        | 1984     |
| Boeing 747SP               | 2     | 1989        | 1992     |
| Boeing 757                 | 177   | 1989        | 2020     |
| Boeing 767                 | 97    | 1982        | 2020     |
| Convair CV-240             | 80    | 1948        | 1964     |
| Convair CV-440             | 2     | 1977        | 1984     |
| Convair 990                | 20    | 1962        | 1969     |
| Curtiss C-46 Commando      | 1     | 1942        | 1943     |
| Douglas DC-2               | 14    | 1934        | 1948     |
| Douglas DC-3/C-47          | 114   | 1934        | 1951     |
| Douglas DC-4/C-54          | 53    | 1946        | 1959     |
| Douglas DC-6               | 88    | 1947        | 1966     |
| Douglas DC-7               | 58    | 1954        | 1967     |
| Douglas DC-8               | 6     | 1971        | 1975     |
| Embraer ERJ-190            | 20    | 2015        | 2020     |
| Fokker 100                 | 75    | 1991        | 2004     |
| Ford Trimotor              | 6     | 1930        | 1935     |
| Lockheed L-188 Electra     | 36    | 1958        | 1972     |
| Lockheed Modelo 10 Electra | 1     | 1934        | 1934     |
| Lockheed Vega              | 1     | 1930        | 1936     |
| McDonnell Douglas DC-10    | 67    | 1968        | 2000     |
| McDonnell Douglas MD-11    | 19    | 1991        | 2000     |
| McDonnell Douglas MD-80    | 383   | 1983        | 2019     |
| McDonnell Douglas MD-90    | 5     | 1999        | 2001     |
| Sikorsky S-38              | 1     | 1930        | 1932     |
| Stinson SM-6000            | 3     | 1932        | 1934     |

## Accidentes e incidentes
- En 1947, el vuelo 311 de American Airlines que cubría el trayecto entre el Aeropuerto Internacional de Dallas-Fort Worth, Texas, hacia la ciudad de Los Ángeles, California, en un tetramotor Douglas DC-4, con 49 pasajeros y 9 tripulantes, entre los que se encontraba en el jumpseat de la cabina el piloto Charles Robert Sisto (35) quien no hacía parte de la tripulación, pero al ser empleado de esta empresa, se le permitió abordar al vuelo, que despegó a las 7:00 (hora local). Cuando el avión se encuentra en su altitud crucero de 10 000 pies, el piloto Sisto le juega una broma a sus compañeros activando el Gust Lock, ubicado detrás del asiento del capitán, bloqueando las superficies alares no estáticas, comando que solo se utiliza para cuando el aparato está estacionado en tierra y evitar que el viento los haga mover y dañando los controles, no debiéndose usarse en pleno vuelo. A consecuencia de ello, el capitán Jack Beck, quien pilotaba el avión manualmente, nota que la aeronave empieza a elevarse por fuera de lo normal, por lo que decide bajar unos grados el ángulo del estabilizador de cola usando la rueda de control del estabilizador, pero a pesar de esto, el avión sigue elevándose mientras que el capitán sigue intentando con el control del estabilizador sin obtener la respuesta esperada de la máquina. El capitán y el copiloto Frederick Logan están desconcertados por el comportamiento del avión. Finalmente, Sisto decide que su broma ha llegado lejos, al terminar con ella desactivando el Gust Lock haciendo que la aeronave se incline de golpe hacia abajo, haciendo que el capitán y el "piloto pasajero" salgan disparado hacia el techo de la cabina (estos dos tripulantes no llevaban abrochados sus cinturones). Sisto cae golpeando con la cabeza los controles de puesta en bandera accionándolo accidentalmente, haciendo que el avión pierda velocidad. Con la aeronave invertida, el copiloto (que si llevaba puestos sus cinturones), alcanza los controles para recuperar el control del aparato, logrando su objetivo a solo 350 pies (100 metros) del suelo. Una vez recuperado el control, lleva la nave al aeropuerto de El Paso, Texas para realizar un aterrizaje de emergencia sin fallecidos ni heridos de gravedad, haciendo que esa broma pesada casi les cueste la vida a todas las 55 personas a bordo. En investigaciones posteriores se determina que al estar el Gust Lock activo, los comandos del capitán sobre la rueda del trim no surtieron efecto hasta que Sisto lo desactivó, nivelando los estabilizadores horizontales a fondo y provocando una repentina inclinación del avión. Las puesta en bandera de las aspas, ocasionado por el golpe que Sisto le dio con su cabeza a los controles disminuyó la velocidad del avión permitiendo a Logan recuperar los controles de los alerones. Sisto es despedido de esta aerolínea, su licencia de piloto es revocada, pero continuó su carrera en aerolíneas asiáticas y de medio oriente.[107]

- El 22 de enero de 1952, un Convair CV-240 que hacia el Vuelo 6780 de American Airlines se estrella en la ciudad de Elizabeth.

- En 1962, el vuelo 1 se estrelló después de despegar del Aeropuerto Internacional John F. Keneddy. Murieron 95 personas. La causa del accidente se atribuyó a un defecto de fábrica en el sistema de piloto automático y la falta de mantenimiento de la aeronave Boeing 707.

- En 1972, el vuelo 96 sufrió una descompresión explosiva y una pérdida parcial de controles poco después de despegar de Detroit, Míchigan. Sin embargo, los pilotos lograron aterrizar el DC-10. La puerta de carga trasera se abrió en vuelo, porque había un fallo de diseño. Después del accidente, se tomaron medidas de seguridad que probaron ser insuficientes cuando el Vuelo 981 de Turkish Airlines se estrelló en París en 1974, un accidente casi idéntico en el que murieron 346 personas.

- En 1979, el vuelo 191 se estrelló en Chicago justo después de despegar. Murieron 273 personas y se convirtió en el peor desastre singular de aviación en los Estados Unidos. El motor izquierdo se separó por completo del ala dañando algunos sistemas, el avión giró sin control hacia la izquierda y se desintegró en el impacto. American Airlines había realizado un cambio de motor incorrectamente 8 semanas antes, dañando el pilón. El avión era un DC-10. Tenía destino a Los Ángeles.

- El 14 de abril de 1993, el piloto del Vuelo 102 de American Airlines, un McDonnell Douglas DC-10-30, matrícula N139AA, perdió el control direccional durante un aterrizaje con viento cruzado bajo lluvia procedente del Aeropuerto Internacional de Honolulu. El avión se salió de la pista 17L (actual 17C) y se hundió en el barro profundo, colapsando el tren de aterrizaje delantero y dañando el motor y ala izquierdos. Un incendio en el pozo del tren de aterrizaje izquierdo fue rápidamente extinguido por los bomberos. Dos pasajeros sufrieron heridas graves al utilizar las rampas de evacuación; los otros 187 pasajeros y 13 tripulantes evacuaron sin lesiones graves. La aeronave fue declarada pérdida total.[108][109][110]

- El 31 de octubre del año 1994 el Vuelo 4184 de su filial American Eagle se estrello por perdida de control debido al engelamiento Murieron sus 68 ocupantes.

- En 1995, el vuelo 965 se estrelló en una montaña al intentar aterrizar en Cali, Colombia; con procedencia de Miami. Los pilotos borraron el plan de vuelo de la computadora del Boeing 757. Luego, intentaron introducir un punto de control que habían borrado e introdujeron uno erróneo, por lo que el avión giró y se dirigió de Cali a Bogotá chocando con los Andes y se estrelló. Murieron 159 personas, sobrevivieron solo 4.

- En 1999, el vuelo 1420 se salió de la pista en Little Rock, Arkansas donde murieron 11 personas. Los pilotos estaban presionados y volaban en tormentas severas. Cuando tocaron tierra, olvidaron activar los frenos aerodinámicos y el avión no pudo detenerse. El avión era un MD-80.

- El 12 de noviembre de 2001, dos meses y un día después de los atentados del 11 de septiembre, el vuelo 587 se estrelló en Queens, Nueva York, 1 minuto y medio después de despegar del Aeropuerto John Fitzgerald Kennedy. El Airbus A300 voló detrás de un Boeing 747 de Japan Airlines, el copiloto usó el timón de cola inadecuadamente para estabilizar al avión, forzándolo de tal manera que todo el estabilizador vertical se separó del avión. Luego el avión cayó a tierra fuera de control, muriendo 265 personas. Esta maniobra del uso del timón fue previamente criticada por la empresa fabricante Airbus a American Airlines, ya que enseñaban a forzar el timón para estabilizar el avión durante turbulencia. Es apodada: "La catástrofe de Queens".

- El 26 de enero de 2007 un Boeing 777 que cubría la ruta Miami-São Paulo (Brasil), tuvo que aterrizar de emergencia en el Aeropuerto Internacional de Maiquetia de Caracas, Venezuela, debido a un incendio en la cabina. El avión trasportaba 245 pasajeros, los cuales resultaron ilesos.

- El 27 de enero de 2008, el vuelo 947 un Boeing 757 con ruta Miami-Santa Cruz de la Sierra (Bolivia), tuvo que aterrizar de emergencia en el Aeropuerto Internacional Ernesto Cortissoz de Barranquilla, Colombia, debido a una fuga de combustible. La aeronave sobrevoló la ciudad de Barranquilla durante 44 minutos hasta que aterrizó. No hubo ningún herido.[111] Los pasajeros pasaron la noche en la ciudad de Barranquilla y fueron trasladados el 28 de enero en un vuelo de Barranquilla - Santa Cruz de La Sierra.

- El 3 de enero de 2009 el vuelo 924 un Boeing 737-800 que había despegado del aeropuerto José María Córdova hacia las diez de la mañana tuvo que aterrizar de emergencia debido a que presentó fuego en uno de sus motores. En el momento de aterrizar el piloto se vio obligado a usar los frenos al máximo debido a que el avión perdió el 50 % de sus motores; al tocar la pista el sistema de frenos se recalentó y uno de sus neumáticos explotó. Las operaciones del aeropuerto estuvieron cerradas durante cuatro horas. El avión transportaba 148 pasajeros los cuales resultaron ilesos en la emergencia.

- El 23 de diciembre de 2009, el vuelo 331 un Boeing 737-800, que había despegado del Aeropuerto Internacional de Miami, con 150 personas a bordo sobrepasó la pista al aterrizar en el Aeropuerto Internacional Norman Manley, de la capital Kingston, en Jamaica, y patinó hasta la orilla del Mar Caribe, mientras caían fuertes lluvias. Algunos heridos fueron de gravedad, al momento del impacto el fuselaje de la aeronave se rompió en tres partes, su motor derecho se desprendió y el tren de aterrizaje izquierdo se colapsó, según informó el portavoz de la aerolínea Tim Smith en la sede de la empresa en Fort Worth, Texas.

- El 19 de septiembre de 2013, un Boeing 757 que iba desde el Aeropuerto Internacional Juan Santamaría de Costa Rica hacia el Aeropuerto internacional de Miami, tuvo que aterrizar de emergencia en el Aeropuerto Internacional Gustavo Rojas Pinilla de la isla de San Andrés debido a la presencia de humo en la cabina. 7 horas después, un segundo avión Boeing 757 transportó a los pasajeros a su destino original.

- El 28 de octubre de 2016, el vuelo 383 que iba desde el Aeropuerto de Chicago-O'Hare hasta el Aeropuerto Internacional de Miami no pudo despegar debido a que uno de los neumáticos del lado derecho de la aeronave, un Boeing 767, se reventara causando graves daños en el motor derecho del avión y provocando un incendio. Los pasajeros fueron evacuados de emergencia, no hubo víctimas ni heridos.[112]

- El 22 de julio de 2018, el vuelo 900 sufrió, a la altura de Gualeguaychú, una falla de presurización –trascendió que habría perdido combustible– y el piloto decidió volver a Ezeiza para evitar mayores complicaciones. El vuelo llevaba a Christine Lagarde.

- El 29 de enero de 2025, un CRJ700 de su filial American Eagle cubría el vuelo 5342, que iba de Wichita hasta Washington D. C. colisionó en el aire con un helicóptero militar blackhawk, cayendo sus restos al Río Potomac. El accidente no dejo sobrevivientes.[113]

### Atentados del 11 de septiembre de 2001
El 11 de septiembre de 2001, los vuelos 11 y 77 de AA, junto con los vuelos 175 y 93 de United Airlines fueron secuestrados por terroristas de Al Qaeda, lo que llevó al vuelo 11 a estrellarse en el World Trade Center en Nueva York, específicamente en la torre Norte (WTC1) y posteriormente el vuelo 77 a estrellarse en el Pentágono, derrumbando una parte del edificio de Defensa del país. El otro vuelo que se estrelló en la Torre Sur (WTC2), fue un vuelo de United Airlines (el vuelo 175), 16 minutos después de que el vuelo 11 de AA diera el primer impacto.

## Publicidad
American Airlines es patrocinador titular del estadio de baloncesto: el American Airlines Center de los Dallas Mavericks

## Preocupaciones y conflictos

### Violaciones ambientales
Entre octubre de 1993 y julio de 1998, American Airlines fue citado repetidamente por usar combustible con alto contenido de azufre en vehículos automotores en 10 aeropuertos importantes de todo el país, una violación de la Ley de Aire Limpio.

### Lifetime AAirpass
Desde 1981, como medio de generar ingresos en un período de pérdidas, American Airlines había ofrecido un pase de viaje ilimitado de por vida, por un costo inicial de $250,000 dólares. Esto dio derecho al titular del pase a volar a cualquier parte del mundo. 28 fueron vendidos. Sin embargo, después de un tiempo, la aerolínea se dio cuenta de que no había sido un buen negocio, habiendo gastado hasta $1 millón de dólares por socio. Los titulares de boletos reservaban grandes cantidades de vuelos, y algunos titulares de boletos hacían viajes intercontinentales varias veces al mes. American Airlines elevó el costo del pase de por vida a $3 millones de dólares, y finalmente dejó de ofrecerlo en 2003. American Airlines luego usó un litigio para cancelar dos de las ofertas de por vida, diciendo que los pases "habían sido cancelados debido a actividades fraudulentas".